# Volker Manhenke

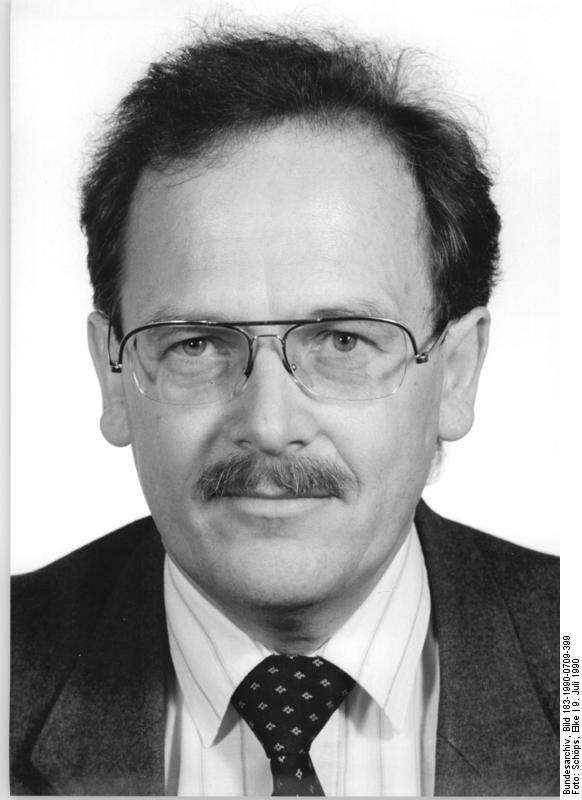
Dr. Volker Manhenke, Bundesarchiv

Volker Manhenke (* 29. Mai 1939 in Potsdam; † 23. April 2019 in Kleinmachnow) war ein deutscher Naturwissenschaftler und Politiker. Er gehörte zu den Leipziger Gründungsmitgliedern der Sozialdemokratischen Partei in der DDR (SDP) und war für sie nach der Volkskammerwahl 1990 Mitglied der ersten nach demokratischen Grundsätzen gewählten Volksvertretung der DDR.

## Leben, Beruf und politisches Wirken
Volker Ragnar Manhenke war einer der beiden Söhne des Stabszahlmeisters Harry Manhenke (1913 – vermisst seit 1945) und Gerda Ida Woischnig (1913 – 1980). Er wuchs in Sachsenhausen auf. Manhenke studierte Geologie an der Ernst-Moritz-Arndt-Universität Greifswald (Diplom, 1963) und schloss außerdem 1969 ein Studium der Volkswirtschaft an der Hochschule für Ökonomie Berlin ab. 1973 promovierte er an der Bergakademie Freiberg zum Dr. rer. nat. Vor 1990 war Manhenke u. a. als Mineralverantwortlicher für die Hydrogeologie der DDR im Kombinat Geologische Forschung und Erkundung in Halle (Saale) tätig.
Ab 1992 arbeitete Manhenke als Abteilungsleiter am Landesamt für Bergbau, Geologie und Rohstoffe Brandenburg in Kleinmachnow. Von 1996 bis 2004 war er dessen stellvertretender Direktor. Manhenke veröffentlichte u. a. zur Montanhydrogeologie, zum Grundwasserhaushalt und zur Grundwasserbelastung. Dafür entwickelte er Grundwasserleiter- und hydrogeologische Großraummodelle. Außerdem entwickelte er Rohstoffsicherungskarten und Bewertungen der Geopotentiale (auch der tiefliegenden) für das Land Brandenburg.
Am 7. November 1989 gehörte Manhenke zu den Gründungsmitgliedern der SDP in Leipzig. Er wurde als Mitglied des Präsidiums gewählt und vertrat seine Partei am Runden Tisch von Stadt und Bezirk. 1990 wurde er zum stellv. Vorsitzenden des SPD-Kreisverbandes Leipzig und später in die Volkskammer gewählt. Dort war er finanzpolitischer Sprecher der SPD. Er warnte davor, die DDR-Staatsschulden mit dem Einigungsvertrag auf die Volkseigenen Betriebe (VEB) und die Treuhandanstalt zu übertragen. Außerdem verwies er darauf, dass der DDR-Staatshaushalt auf diese Weise fast schuldenfrei in die Wiedervereinigung ginge, die ehemaligen DDR-Bürger dagegen anteilig Mitschuldner der Staatsschulden der Bundesrepublik würden. Manhenke warb zudem dafür, das Volksvermögen der Treuhand für Volksaktien einzusetzen, um durch Wohnungseigentum die soziale Sicherung der derzeitigen Mieter zu ermöglichen. Er schlug vor, die Kosten der Deutschen Einheit durch Kürzungen der Rüstungs- und Verteidigungsausgaben in beiden Teilen Deutschlands zu finanzieren. Manhenke war am 23. Mai 1990 u. a. mit Reinhard Höppner, Harald Ringstorff und Richard Schröder Delegierter der ersten gemeinsamen Sitzung der Ausschüsse zur Deutschen Einheit beider deutscher Parlamente in Bonn.
Von 1990 bis 2006 war er Mitglied der von der Volkskammer eingesetzten und später durch den Einigungsvertrag von der Bundesrepublik Deutschland übernommenen Unabhängigen Kommission zur Überprüfung des Vermögens der Parteien und Massenorganisationen der DDR.

## Trivia
In einem Musikvideo von Brandt Brauer Frick The Brandt Brauer Frick Ensemble feat. Emika – Pretend aus dem Jahr 2011 tanzt Manhenke mit seiner Ehefrau Karin Olszewski.

## Veröffentlichungen
- Zahlreiche Beiträge für Fachzeitschriften, u. a. in Zeitschrift für angewandte Geologie und in Brandenburgische Geowissenschaftliche Beiträge
- Erinnerungen und Gedanken eine Mitbegründers der SDP Leipzig, In: Michael Rudloff / Mike Schmeitzner (Hrsg.) „Die Wiedergeburt der Sächsischen Sozialdemokratie 1989/90“, Publikation des sächsischen Landesverbandes der SPD zum 10. Jahrestag seiner Wiedergründung, Dresden, 2000
- Atlas zur Geologie von Brandenburg, Hrsg. mit Werner Stackebrandt: Landesamt für Geowissenschaften und Rohstoffe Brandenburg, Kleinmachnow, 2002, ISBN 978-3-9808157-0-3